# 妖精鄉
《妖精鄉》是常闇的輕小說作品，由opiu插畫。獲得第一屆台灣角川輕小說暨插畫大賞銅賞。以妖精及人類的戰爭為題，擁有龐大的世界觀。

## 故事簡介
男人維格斯是個以獵殺妖精為目標的魔法師，女孩亞莉依娜卻為了保護自己的國家而變得不像人類。 某天維格斯在酒吧裡遇上亞莉依娜，從此開始他們的旅程。 亞莉依娜本為賽克飛肯國公主，也是賽克飛肯國解放軍一員，為了保護自己的國家，她不惜要用祭獻陣摧毀大國家拜格倫的侵略，然而這必須借用到妖精的力量，痛恨妖精的維格斯與亞莉依娜大吵一架，亞莉依娜依舊不為自己所作後悔。 故事的主軸在於幸福如何被丈量，是犧牲少數成就多數，還是要努力去追求屬於自己的，才叫做幸福呢？

## 主要角色
- 維格斯．奧迪姆

妖精夢裡化的人類，與精靈訂下契約而擁有魔法，是專門獵殺妖精的魔法師。
- 亞莉依娜緹歐．賽克飛肯

小名笛兒，賽克飛肯國的公主，也是妖精夢裡化的人類，因為愛子民不惜犧牲自己保護賽克飛肯。
- 索姆尼爾

擁有夢裡化能力最強的妖精，也是個愛作夢的人。
- 賽克飛肯王

公主的父親，與她理念不同而產生嫌隙。

## 小說
| 中文版標題          | ISBN（台/港）      | 初版發行      | ISBN(大陆)         | 初版發行      |
| ------------------- | ------------------ | ------------- | ------------------ | ------------- |
| 妖精鄉 ~ 滅世的黃昏 | ISBN 9789862371299 | 2009年6月13日 | ISBN 9787535642516 | 2011年2月20日 |

## 外部連結
- （繁體中文） 台灣角川第一屆輕小說暨插畫大賞（页面存档备份，存于）、第一屆得獎作品（页面存档备份，存于）